# Wielodrożnica

Wielodrożnica – schemat

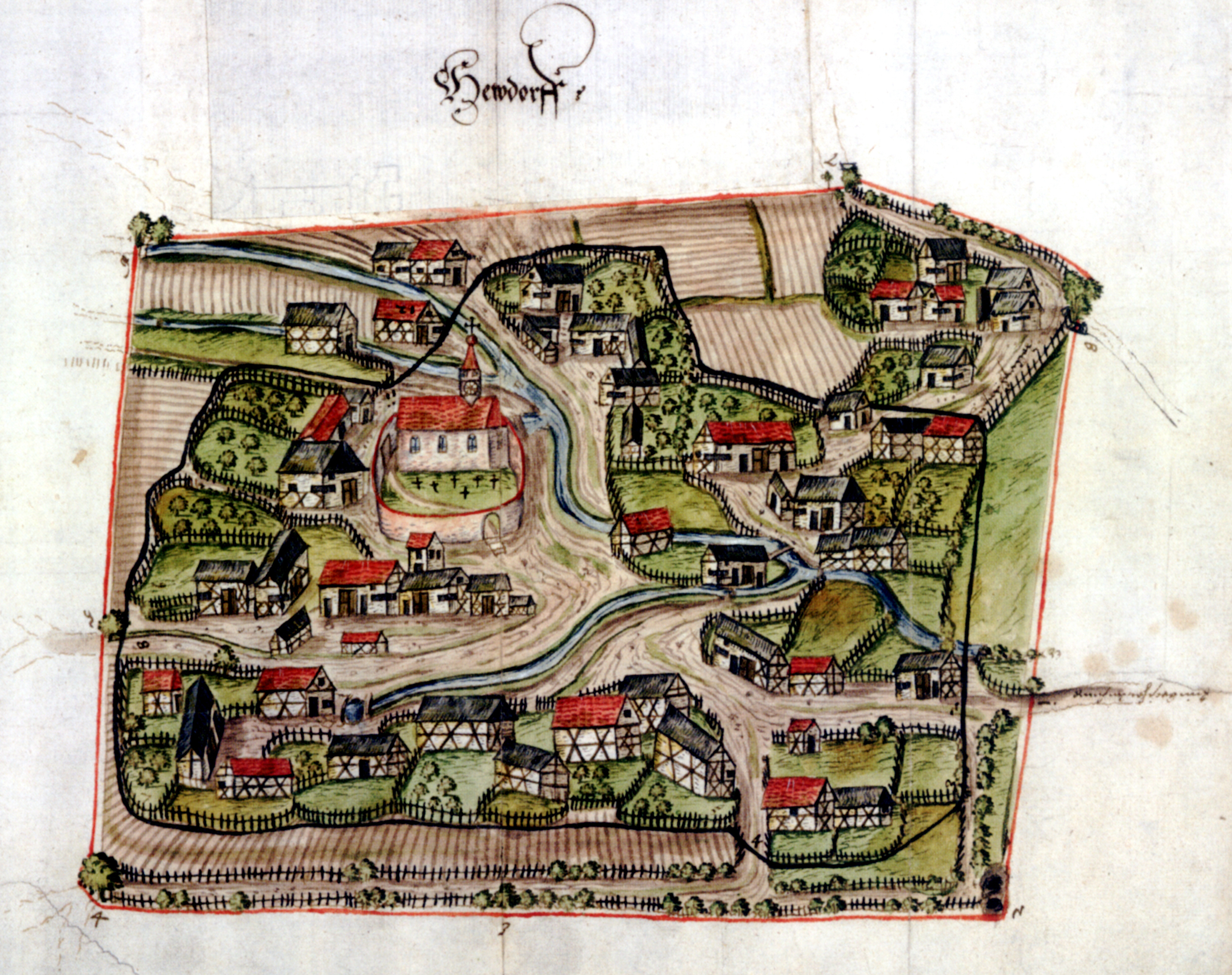
Układ zabudowy niemieckiej wsi w formie wielodrożnicy, rycina z roku 1575

Wielodrożnica – typ dużej wsi o zwartej lecz bezładnej zabudowie wzdłuż kilku zazwyczaj krętych ciągów komunikacyjnych (ulic). Jedna z wczesnych form słowiańskiej zabudowy wsi. 
Prawdopodobnie forma ta funkcjonowała obok łańcuchówki w południowej Małopolsce oraz Rusi Halickiej przed okresem kolonizacji, ale ślady dawnych form przestrzennych nie są obecnie w żaden sposób uchwytne. Typowe formy wielodrożnicowej zabudowy wsi zachowały się na obszarze Rosji oraz Ukrainy.
Geneza ich jest różnoraka. W Niemczech wyrastała z pierwotnych germańskich drublów (małe wsie- przysiółki rozłożone wokół pasmowo zorganizowanego pola), w Albanii, Czarnogórze, Bośni i Słowenii powstała z zadrugi (jednodworczej osady wielodrożnej), na Węgrzech, gdzie wieś liczy często powyżej 5000 mieszkańców, wynikała ze stosunków gospodarczych (hodowla) i politycznych (zagrożenie tureckie), a na Ukrainie czy Podolu z warunków topograficznych (jary, zakola rzek).
Wsie wielodrożnicowe mają zazwyczaj układ pól nieregularny, niwowy lub niwowo-blokowy, zawsze z dużym rozbiciem własności na liczne działki. Przykładem takiej miejscowości może być Trzemżal w woj.wielkopolskim, wieś Szymonków w woj. opolskim, Żelechlinek w woj. łódzkim, Stare Piekary (część Legnicy) lub też Szklary Górne i  Wierzbowa na Dolnym Śląsku.